# О любви (фильм, 1970)
«О любви» — советский художественный фильм режиссёра Михаила Богина. Снят на Киностудии имени М. Горького в 1970 году. Премьера фильма состоялась 19 июля 1971 года.

## Сюжет
Галина работает реставратором в царскосельском Екатерининском дворце. Она — скульптор и очень серьёзно и увлечённо относится к своей профессии. Подруга по художественному училищу Вера, желая устроить личную и по сути одинокую жизнь Галины, знакомит её у себя дома с коллегами своего мужа — молодым талантливым инженером Митей Велиховым и Андреем. Мите явно нравится Галина, и он начинает активно ухаживать за ней: они проводят время в компании общих друзей, вместе отдыхают, но Галина любит другого человека — молчаливого и немного загадочного Андрея.
Мимолётные случайные встречи с Андреем не дают ей повода думать, что он также увлечён ею, и выразить свои чувства первой Галина не решается. Андрей женат, поэтому она уходит с головой в любимую работу и, сблизившись было с серьёзно настроенным Митей, впоследствии отказывается от брака с ним.

## В ролях
- Виктория Фёдорова — Галина, скульптор-реставратор (роль озвучивала Нина Меньшикова)
- Сергей Дрейден — Митя Велихов
- Элеонора Шашкова — Вера, подруга Галины
- Валентин Гафт — Николай, муж Веры
- Владимир Тихонов — Пётр, брат Галины
- Олег Янковский — Андрей, приятель Николая
- Биби Андерссон — девушка в аэропорту
- Станислав Чуркин — маленький инженер
- Нина Мамаева — Полина Ивановна, руководитель реставраторской мастерской
- Елена Соловей — Рита, знакомая Петра
- Николай Иванов — добровольный помощник
- Александр Кавалеров — парень у музыкального автомата
- Георгий Тейх — профессор Цареградский
- Зинаида Дорогова — Аня, новая девушка Петра
- Татьяна Верховская — жена Андрея
- Элеонора Александрова — Нина, коллега Галины
- Гелена Ивлиева — Гелена, подруга-реставратор

## Съёмочная группа
- Авторы сценария: Юрий Клепиков, Михаил Богин
- Режиссёр-постановщик: Михаил Богин
- Оператор-постановщик: Сергей Филиппов
- Композитор: Евгений Крылатов
- Художники-постановщики: Марк Горелик, Андрей Валерианов

Реальный прототип главной героини — скульптор-реставратор Лилия Михайловна Швецкая.

## Отзывы
Критик сирийской газеты «Ас-Саура» Адман Мадакат высоко оценил фильм «О любви», демонстрировавшийся в Сирии в рамках фестиваля советских фильмов, посвящённого 50-летию СССР.